# Eugyra bilabiata
Eugyra bilabiata is een zakpijpensoort uit de familie van de Molgulidae. De wetenschappelijke naam van de soort is voor het eerst geldig gepubliceerd in 1887 door Sluiter.